# Heroes of the Storm
Heroes of the Storm é um jogo eletrônico de multiplayer online desenvolvido pela Blizzard Entertainment para as plataformas Microsoft Windows e OS X. A base do jogo é uma combinação dos heróis de outros jogos da Blizzard, como os da série Warcraft, Diablo e StarCraft. O jogo é free-to-play (gratuito) e distribuído online apoiado por micro-transações, que podem ser usadas para comprar heróis ou alterações visuais para os heróis no jogo.
A Blizzard não chama este jogo de "multiplayer online battle arena" ou "estratégia em tempo real", pois eles acreditam que Heroes é diferente dos outros jogos destes gêneros; eles se referem ao jogo como "Hero Brawler".
O jogo foi lançado, de forma limitada, em fase Alfa para testes, em 13 de março de 2014. Em janeiro de 2015 entrou na fase beta fechado. No mês seguinte, já havia mais de 9 milhões de inscritos para a fase de testes. O lançamento oficial do jogo foi feito em 2 de junho de 2015.

## Jogabilidade
O jogo possui diversos modos de jogos, entre jogar contra a máquina e contra outros jogadores, além de partidas ranqueadas (solo ou em equipes de até 5 jogadores) e uma contenda que muda o tipo de jogo semanalmente com regras diferentes, podendo haver um combate em apenas uma trilha de um mapa, corrida em cima de foguetes e até história própria.
Nos modos padrões de jogo você pode jogar em diversos mapas que são escolhidos aleatoriamente para o jogo. Cada mapa possui um objetivo diferente que é importante para ganhar a partida. Os objetivos de mapa variam, desde controlar santuários para que um jogador tome o controle de um grande dragão, investindo contra a base dos inimigos, quanto coletar ogivas nucleares que aparecem no mapa para explodir as bastilhas adversárias.
Heroes of the Storm apresenta uma regra de jogabilidade diferente dos MOBAs convencionais. Aqui a experiência é compartilhada para todo o time, assim, todos os membros da equipe compartilham o mesmo nível.
Isso foi feito para eliminar o demorado sistema de coleta de experiência, trazendo mais agilidade aos combates de time e evitando que apenas um jogador se sobressaia como a "estrela do time", fazendo com que o trabalho em equipe seja mais valorizado do que o trabalho individual.

### Modos de jogo
Por ser um jogo baseado em sessão, Heroes of the Storm  implementou vários modos de jogo para atender a sua ampla base de jogadores. Estes modos de jogo são ajustados para que os jogadores possam decidir sobre o nível de dificuldade que desejam jogar.
- Tutorial - Tutorial é o modo mais básico. São dois "níveis" programados por script destinados a novos jogadores com o intento de ensinar os movimentos, habilidades e outros controles básicos.

- Modo Prática - Este modo é destinado aos jogadores que terminam o tutorial e que querem aprender a jogar com os personagens escolhidos. Faz uso de todos os atuais mapas em circulação, então os jogadores podem aprender individualmente as mecânicas dos mapas. Todos os personagens oponentes e aliados são controlados por inteligência artificial.

- Contra I.A. - Nesse modo o jogador ganha a companhia de outros quatro, batalhando contra um time de cinco bots (controlados por IA) em um mapa aleatório.

- Partida Rápida  - Esse modo organiza um jogo de um time de cinco jogadores humanos contra outro em um dos sete mapas de estilo de combate PVP (Player vs Player ou Jogador vs Jogador). Esses times selecionados são baseados no nível do MMR (Match Making Ranked ou Sistema de Criação de Partidas Ranqueado) do jogador para criar uma partida equânime.

- Liga Heróica  - Esse modo será usado por usuários que quiserem jogar Heroes of the Storm competitivamente e individualmente. Ao competir nessas partidas eles serão recompensados com pontos de ranque, os quais irão progredir seu ranque dentro da comunidade e começarão a colocá-lo em partidas cada vez mais competitivas.

- Liga de Equipes - Os jogadores que escolhem jogar competitivamente como uma equipe usarão o Emparelhamento de Equipes Ranqueadas para ser combinado com outras equipes de cinco jogadores da sua região. O ranque obtido por estas equipes são atribuídos em separado aos ganhos dentro do Modo  Ranqueado.
- Liga da Tempestade - Liga da Tempestade (League of the Storm) é o modo que junta as duas ligas anteriores em apenas uma, lançada em Março de 2019. A fim de eliminar as longas filas que assolaram servidores de regiões menos numerosas, a Blizzard tomou a decisão de juntar a Liga de Equipes e a Liga Heróica numa só, podendo-se participar da Liga da Tempestade sozinho ou em grupos mantendo a mesma classificação de ranque independente do tamanho do grupo que disputará a partida.

- Modo  Big Head - Este modo foi criado como um modo do Dia da Mentira que fez as cabeças de todos os personagens ficarem muito maiores do que o normal. Este  modo foi disponibilizado uma única vez e só estava disponível em 1º de abril de 2015.[8]

## Recepção da crítica
Heroes of the Storm foi bem recebido pela crítica, em geral. Ele ganhou uma nota 86 (de 100) no site Metacritic.
O site IGN, contudo, foi menos otimista, dando uma nota 6.5 (de 10), afirmando que "Heroes of the Storm é falho, porém, um MOBA variado com sistema de luta em time muito bom e com objetivos fracos".